# Liga de Fútbol Highland de Escocia
La Liga de fútbol Highland (En inglés, Highland Football League o HFL ) es una liga regional que, con la Liga de fútbol Lowland, forma la quinta categoría del fútbol en Escocia. Incluye equipos de las Lowlands del noreste (Moray y Aberdeenshire), no únicamente de las Highlands como su nombre sugiere. La HFL es un miembro completo de la Asociación Escocesa de Fútbol.

## Historia

### Formación
La HFL fue fundada el 4 de agosto de 1893, en el Club de Trabajadores de Inverness. La liga original consistía de 7 equipos: Inverness Thistle F.C., Caledonian F.C., Clachnacuddin F.C., Forres Mechanics F.C., Inverness Union F.C., Inverness Citadel F.C. y Cameron Highlanders F.C.. Ross County F.C. era el octavo miembro original, pero renunció a la membrecia en noviembre de 1893. De los equipos originales, dos aún juegan en la liga actualmente (Clachnaccudin y Forres Mechanics) y dos se unieron para formar el Inverness Caledonian Thistle F.C., que actualmente juega en la Premier League de Escocia.

### Historia reciente
Era una de las tres ligas 'sénior' que no formaban parte de la Liga de Fútbol de Escocia (SFL, según sus siglas en inglés), ni de la Premier League de Escocia cuando fusionaron en 2013 para crear la Liga profesional de fútbol escocés (SPFL) que organiza las cuatro categorías superiores.
- Datos: Q2990902